# Corbiniano
Corbiniano (Châtres, ca. 670 - Merano, ca. 730) é um santo da Igreja Católica. 

## História
Nasceu em Châtres, na França, a 8 de setembro de 670, tendo sido batizado com o nome de seu pai, Waldegiso; mas sua mãe logo lhe mudou o nome para Corbiniano. Tendo perdido o pai na infância, pouco se sabe sobre a sua juventude. Foi eremita por quatorze anos, numa cela próxima a Saint-Germain, em Châtres. Tendo operado milagres e tendo sido orientador espiritual de muitas pessoas, isto lhe valeu a fama de santidade, logo espalhada por toda a França. Logo atraiu para junto de si muitos estudantes, formando uma comunidade, da qual foi o superior. Desejando voltar à vida de ermitão e, sendo devoto de São Pedro, dirigiu-se a Roma, onde pediu a bênção do São Gregório II. O Papa se deu conta de que Corbiniano não deveria ocultar seus talentos e ordenou-o bispo, enviando-o como missionário à Baviera, onde recebeu o apoio do Duque Grimoaldo I. Sua sede foi a cidade de Frisinga, tedo sido seu primeiro bispo. Com sua oratória brilhante, converteu a muitos habitantes da região. Quando denunciou a união incestuosa de Grimoaldo com Biltrude, os nobres se voltaram contra ele, armando um plano para assassiná-lo. Corbiniano se refugiou em Merano, até que Grimoaldo fosse morto numa batalha e Biltrude exilada pelos francos. Retornou, então, à Baviera e reassumiu a função episcopal que cumpriu por toda a sua vida.
É célebre a passagem de sua viagem a cavalo a Roma, quando ao atravessar uma floresta foi atacado por um urso, que lhe devorou o cavalo; contudo, ele conseguiu não só aplacar o urso, mas carregar nele a sua bagagem fazendo-se acompanhar por ele até a Cidade Eterna.
Faleceu em 730, tendo sido sepultado no mosteiro de Merano. Suas relíquias foram trasladadas, em 765, para Frisinga, pelo bispo Arbeo (Arbeão), seu biógrafo. É padroeiro da cidade de Frisinga e da Arquidiocese de Munique. Era, inicialmente, celebrado a 8 de setembro; mas, após a trasladação de suas relíquias passou a ser celebrado a 20 de novembro.